# Eukiefferiella asamaseptima
Eukiefferiella asamaseptima är en tvåvingeart som beskrevs av Sasa och Hirabayashi 1993. Eukiefferiella asamaseptima ingår i släktet Eukiefferiella och familjen fjädermyggor. Inga underarter finns listade i Catalogue of Life.